# Auguste Bérard
Auguste Bérard (1 d'agost 1802 a Varrains - 16 d'octubre del 1846 a París) fou un cirurgià francès. Era germà del també metge Pierre Honoré Bérard (1797–1858).
Va estudiar medicina a París, i va obtenir el seu doctorat el 1829 amb la tesi De la luxation spontanée de l'occipital sur l'atlas et de l'atlas sur l'axis. Posteriorment va treballar com a cirurgià a l'Hôpital Saint-Antoine, la Salpêtrière, Hôpital Necker i La Pitié. El 1842 succeí Louis Joseph Sanson (1790–1841) com a professor de cirurgia clínica a la facultat de París.
Les seves contribucions quirúrgiques inclouen el tractament de les fractures, estaflorrafia (reparació quirúrgica d'un llavi leporí), la contínua irrigació de les ferides, etc., amb Charles-Pierre Denonvilliers (1808-1872), va ser coautor de l'aclamat Compendium de chirurgie pratique, del qual només una part de l'obra s'havia publicat abans de la mort de Bérard. Entre els seus altres escrits hi ha nombrosos articles en el Dictionnaire de médecine.
El 1838 esdevingué membre de l'Académie nationale de médecine.